# ميلان فقري جانبي حدابي
الميلان الفقري الجانبي الحدابي أو الحَدَبُ مع الزَّوَر أو تقَوُّس الصُّلب خَلْفًا وجانِبيًّا هو انحناء غير سوي (غير طبيعي) في العمود الفقري في كل من المستوى الإكليلي والمستوى السهمي . وهو عبارة عن توليفة من الحداب والميلان الجانبي للعمود الفقري.